# George A. Halsey

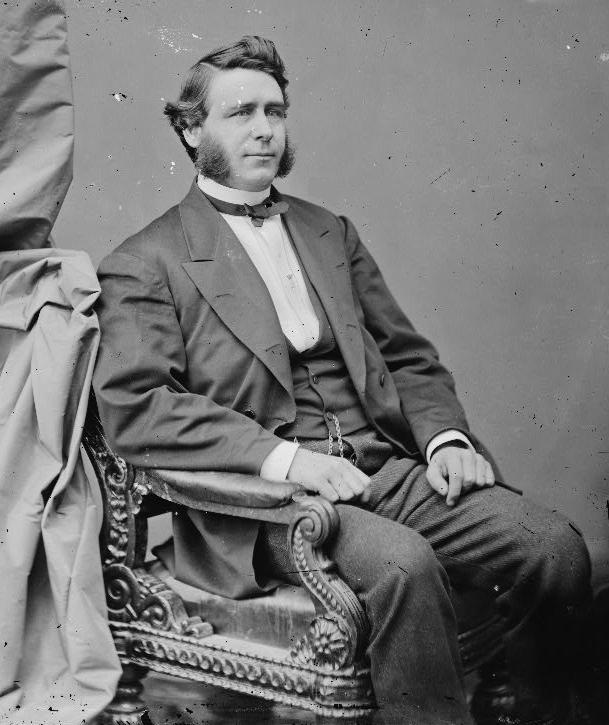
George A. Halsey

George Armstrong Halsey (* 7. Dezember 1827 in Springfield, New Jersey; † 1. April 1894 in Newark, New Jersey) war ein US-amerikanischer Politiker. Zwischen 1867 und 1869 sowie nochmals von 1871 bis 1873 vertrat er den Bundesstaat New Jersey im US-Repräsentantenhaus.

## Werdegang
George Halsey besuchte die öffentlichen Schulen seiner Heimat sowie die Springfield Academy. Seit 1844 war er mit der Produktion von Lederwaren und im Bekleidungshandel beschäftigt. Politisch schloss sich Halsey der 1854 gegründeten Republikanischen Partei an. In den Jahren 1861 und 1862 war er Mitglied der New Jersey General Assembly; von 1862 bis 1866 arbeitete er für die Steuerbehörde.
Bei den Kongresswahlen des Jahres 1866 wurde Halsey im fünften Wahlbezirk von New Jersey in das US-Repräsentantenhaus in Washington, D.C. gewählt, wo er am 4. März 1867 die Nachfolge von Edwin Wright antrat. Da er im Jahr 1868 dem Demokraten Orestes Cleveland unterlag, konnte er bis zum 3. März 1869 zunächst nur eine Legislaturperiode im Kongress absolvieren. Bereits seit 1865 war die Arbeit des Parlaments vom Konflikt zwischen den Republikanern und Präsident Andrew Johnson geprägt, der in einem nur knapp gescheiterten Amtsenthebungsverfahren gipfelte.
Im Jahr 1870 schaffte George Halsey im fünften Distrikt seines Staates den Wiedereinzug in den Kongress, wo er am 4. März 1871 Cleveland wieder ablöste. Bis zum 3. März 1873 konnte er dann eine weitere Amtszeit im US-Repräsentantenhaus verbringen. Während dieser Zeit war er Vorsitzender des Ausschusses für staatliche Liegenschaften. Im Jahr 1872 verzichtete er auf eine erneute Kandidatur. Nach dem Ende seiner Zeit im US-Repräsentantenhaus nahm Halsey seine früheren Tätigkeiten im Ledergeschäft wieder auf. Außerdem wurde er Präsident einer Versicherungsgesellschaft. Er starb am 1. April 1894 in Newark, wo er auch beigesetzt wurde.